# Pinar de Rocha
Pinar de Rocha es una discoteca de Argentina con más de 60 años de historia, ubicada en la ciudad de Villa Sarmiento, Partido de Morón, en la Provincia de Buenos Aires. Incluye shows nocturnos, tres pistas con diferentes estilos de música (la pista principal, Camelot y Juan de los Palotes) y siete barras distribuidas por todo el lugar.

## Historia
En 1969, en la cercanía de Ramos Mejia, una importante ciudad del oeste del Gran Buenos Aires, nació Pinar de Rocha, sumándose a la importante cantidad de locales nocturnos que forman parte de esta ciudad, que alberga hasta 50.000 personas por fin de semana.
La casa de un prócer:
Pinar de Rocha abrió sus puertas por primera vez en 1969 con licencia de “confitería bailable” y “restaurante”. En sus 55 años de vida, siempre mantuvo la misma ubicación: una casona de Villa Sarmiento, partido de Morón, en el límite con Ramos Mejía. El primer dueño de la propiedad, rodeada por un gran parque regado de pinos, fue el doctor Dardo Rocha, gobernador de la provincia de Buenos Aires y fundador de ciudades como La Plata, Necochea, Pehuajó y Tres Arroyos. Pese a haber cambiado de dueño varias veces, el lugar siempre fue conocido por los vecinos como “la quinta de Rocha”. Cuando finalmente devino en local comercial, sus nuevos propietarios decidieron mantener el apellido de su habitante más famoso y agregarle un detalle geográfico característico. Así llegaron, entonces, al nombre definitivo: Pinar de Rocha.
Durante un tiempo, la casona conservó su estado original. Sólo agregaron una pileta de natación con una isla en el centro y un restaurante en las antiguas caballerizas. Aún hoy mantiene los macetones construidos a mano a finales de 1800 y las fuentes traídas desde España en el siglo XVIII. Sin embargo, con el correr de los años, fueron sumándose nuevas edificaciones en el predio, que ocupa una manzana completa. El boliche se convirtió en “complejo Pinar de Rocha”. La disco tiene estas pistas (principal arena club , Camelot y Juan de los Palotes junto con city ranch y dollar train), con ritmos diferentes y siete barras homenajeando a las viejas disco de ramos tenemos crash,For export,Camelot, Christopher,Juan de los palotes,Jonas y Co y Stadium.tambien tiene una radio,patio cervecero y pileta. Convive con un gimnasio y un spa ambos manejados por una ex mujer de Daniel Bellini, la madre de Valentino y Nazareno, su hijo famoso por estar en gran hermano 2012.
Pinar de Rocha es un faro en la noche del oeste. Durante sus 54 años de historia, tuvo una programación de shows variada con propuestas y estilos eclécticos. Pasaron por su escenario desde Julio Iglesias hasta Patricio Rey y sus redonditos de ricota. También fue anfitrión de desfiles, a cargo de Juanito Belmonte, con Ante Garmaz como estrella. Actualmente hay noches de rock, música electrónica y cumbia.
Pese a las reformas y ampliaciones, la casona principal aún conserva detalles de época como fuentes traídas de España en tiempos de la colonia y macetones de 1800.
Pinar de Rocha, o simplemente Pinar, tenía en su jardín una jaula en la que permanecía encerrado un puma. Esa misma jaula se mantuvo junto al árbol más allá de los embates del tiempo. Hubo un tiempo en que cerró y cuando se lanzó su reapertura, convirtiéndolo en un mega centro de esparcimiento, la jaula que se mantuvo por más de treinta años, buscó un nuevo horizonte. En aquel 1970, se recomendaba que bien valía pagar unos 500 pesos viejos por un trago de lunes a jueves; o unos 700 los viernes y domingo. Los primeros viernes de cada mes, por 3.000 pesos la pareja, había canilla libre. Ser habitué de Pinar se premiaba con una distinción: “La Llave del Pinar”.  Costumbre q se sigue manteniendo con los años gracias a Daniel Bellini.
Jamás debe haber imaginado Dardo Rocha que su estancia, inaugurada en 1864, se convertiría después de más de 100 años en una boite de moda. Pinar de Rocha, o simplemente Pinar, tenía en su jardín una jaula en la que permanecía encerrado un puma. Esa misma jaula se mantuvo junto al árbol más allá de los embates del tiempo. Hubo un tiempo en que cerró y cuando se lanzó su reapertura, convirtiéndolo en un mega centro de esparcimiento, la jaula que se mantuvo por más de treinta años, buscó un nuevo horizonte. En aquel 1970, se recomendaba que bien valía pagar unos 500 pesos viejos por un trago de lunes a jueves; o unos 700 los viernes y domingo. Los primeros viernes de cada mes, por 3.000 pesos la pareja, había canilla libre. Ser habitué de Pinar se premiaba con una distinción: “La Llave del Pinar”.  Costumbre q se sigue manteniendo con los años gracias a Daniel Bellini.

## Localización
A pesar de que la creencia popular la ubica en la localidad de Ramos Mejía por su cercanía, la discoteca se encuentra en la localidad de Villa Sarmiento, Partido de Morón, a pocas cuadras de la Estación Ramos Mejía, en la Avenida Rivadavia 14.751.